# IC 472
IC 472 ist eine Balken-Spiralgalaxie vom Hubble-Typ SBb mit aktivem Galaxienkern im Sternbild Luchs am Nordsternhimmel. Sie ist rund 255 Millionen Lichtjahre von der Milchstraße entfernt und hat einen Durchmesser von etwa 120.000 Lichtjahren. Vermutlich bildet sie gemeinsam mit IC 471 ein gravitativ gebundenes Galaxienpaar.
Das Objekt wurde am 20. April 1890 vom US-amerikanischen Astronomen Lewis Swift  entdeckt.